# Geheime rekening
Geheime rekening is een financiële thriller van de Amerikaanse auteur Christopher Reich.

## Het verhaal
Ruim zeventien jaar geleden werd de vader van Nicholas Neumann vermoord.
Neumann zet een streep onder een veelbelovende carrière op Wall Street en treedt in dienst bij de Zwitserse bank waar zijn vader vroeger werkte met als enig doel om antwoord te krijgen op de vraag wie zijn vader heeft vermoord - en waarom. Naarmate hij meer en meer verwikkeld raakt in een frauduleuze wereld waar beleefdheid en discretie façades zijn voor ongebreidelde hebzucht en woordbreuk is hij ook bereid zijn scrupules opzij te zetten.
Als zijn zoektocht naar de waarheid diepgaander wordt en Nicks vragen bijna beantwoord zijn, realiseert hij zich dat zelfs zijn eigen leven op het spel staat.

## Personages
- Nicholas Neumann